# Purpose (opera teatrale)
Purpose è un'opera teatrale del drammaturgo statunitense Branden Jacobs-Jenkins, portata al debutto a Chicago nel 2024.
Liberamente ispirata alla storia e scandali politici di Jesse Jackson e Jesse Jackson, Jr., la pièce ha vinto il Premio Pulitzer per la drammaturgia e il Tony Award alla migliore opera teatrale nel 2025.

## Debutto
Commissionata dalla Steppenwolf Theatre Company sul finire degli anni 2010, la pièce è stata portata al debutto a Chicago il 14 marzo 2024. Phylicia Rashad curava la regia, mentre il cast era composto da Jon Michael Hill (Naz), Tamara Tunie (Claudine), Harry Lennix (Sonny), Alana Arenas (Morgan), Glenn Davis (Junion) e Ayanna Bria Bakari (Aziza). Forte delle recensioni positive, il dramma è stato riproposto a Broadway, in cartellone al all'Helen Hayes Theatre dal marzo al luglio 2025; gran parte del cast originale è tornato a interpretareo i rispettivi ruoli, con l'eccezione di Tamara Tunie, sostituita da LaTanya Richardson, e Ayanna Bria Bakari, rimpiazzata da Kara Young.

## Accoglienza
Sin dal debutto in Illinois il dramma è stato accolto molto positivamente dalla critica, tanto che il Chicago Tribune lo paragonò ad Agosto, foto di famiglia di Tracy Letts, vincitore del Premio Pulitzer nel 2008. Positiva, seppur con qualche riserva sul secondo atto, fu anche l'accoglienza della pièce al momento del suo debutto a Broadway e le maggiori testate statunitense e britanniche recensirono l'opera calorosamente. In aggiunta al Premio Pulitzer, Purpose ha vinto anche il Tony Award alla migliore opera teatrale, il New York Drama Critics' Circle Award, il Drama Desk Award ed è stata candidata all'Outer Critics Circle Award e al Drama League Award. È stato inoltre candidato ad altre cinque Tony Award, per il miglior attore protagonista (Hill e Lennix), per la migliore attrice protagonista (Richardson), per il miglior attore non protagonista (Davis) e per la miglior attrice non protagonista (Young).